# Passione secondo Giovanni
La Passione secondo Giovanni (in tedesco Johannes Passion, in latino Passio secundum Ioannem) BWV 245 è una composizione musicale sacra per voci soliste, coro, orchestra e organo di Johann Sebastian Bach, costruita sui capitoli 18 e 19 del Vangelo secondo Giovanni e inframmezzata da arie e corali composti su alcuni testi in poesia di Barthold Heinrich Brockes.

## Origine dell'opera
È probabile che Bach durante il secondo periodo trascorso a Weimar (1708-1717) abbia scritto una Passione sul testo giovanneo, eseguita a Gotha nel 1717, della quale resterebbe traccia nella versione del 1725 della successiva Passione secondo Giovanni. A Köthen poi, dove ricopri l'incarico di musicista di corte dal 1717 al 1723, Bach concepì, sul finire del 1722, una nuova Passione secondo Giovanni.
Non avendo a Köthen un librettista a disposizione, è probabile che Bach abbia provveduto in prima persona all'elaborazione del testo. Dal 1º giugno del 1723, all'età di trentotto anni, Bach si era insediato a Lipsia come Kantor, presso la chiesa di San Tommaso (Thomaskirche), al tempo seconda chiesa parrocchiale della città.
Bach, verosimilmente, concluse solo a Lipsia la stesura della Passione Secondo Giovanni (BWV 245). Nelle intenzioni di J. S. Bach la Passione secondo Giovanni doveva essere eseguita la prima volta nella chiesa di San Tommaso, ma le rigide direttive delle autorità cittadine avevano previsto che in quell'anno la Passionmusik sarebbe dovuta essere eseguita presso la chiesa di San Nicola (Nikolaikirche), in quel tempo chiesa principale della città, e in ultimo Bach dovette cedere e ripiegare sulla Nikolaikirche.
La prima esecuzione accertata della Passione secondo Giovanni ebbe quindi luogo in occasione dei vespri del Venerdì santo del 7 aprile 1724, per l'appunto presso la chiesa di San Nicola. Bach mise più volte mano alla partitura, della quale si possono contare quattro versioni. Il 30 marzo 1725 venne eseguita la seconda versione nella chiesa di San Tommaso; la terza versione, probabilmente l'11 aprile 1732, venne eseguita nella chiesa di San Nicola; la quarta versione, probabilmente il 4 aprile 1749, fu proposta nuovamente alla Thomaskirche.

## Comparazione tra la Passione secondo Giovanni e la Passione secondo Matteo
La Passione secondo Giovanni è più breve (circa due ore) rispetto alla Passione secondo Matteo (circa tre ore). Nella Passione secondo Giovanni l'ambito temporale della narrazione è meno ampio rispetto alla Passione secondo Matteo, in quanto non comprende il complotto di Giuda e l'Ultima cena. Per altro, nell'evoluzione dell'approccio esecutivo alle passioni di Bach si è assistito, in generale, negli ultimi anni ad una accelerazione dei tempi di esecuzione e, dunque, ad una riduzione delle durate. Si considerino, ad esempio, due esecuzioni "classiche" della Passione secondo Matteo: quella di Otto Klemperer del 1961 aveva una durata di ben 222', mentre quella famosissima di Karl Richter del 1958 (che per lungo tempo ha costituito una sorta di standard interpretativo di riferimento), di 197'. Nelle esecuzioni contemporanee la durata della Passione secondo Matteo si attesta intorno ai 180'. La Passione secondo Giovanni nella esecuzione di Richter del 1964 durava 130', in quella di Ton Koopman del 1994 circa 108'.
Le due passioni hanno molti aspetti in comune, tuttavia anche una vena umorale di fondo sostanzialmente diversa: più teologica e meditativa quella secondo Giovanni, più drammatica quella secondo Matteo. La Passione secondo Giovanni è costantemente attraversata da accenti tragici e da passaggi di autentica trasfigurazione spirituale, seppur sia relativamente più povera di dettagli e meno sontuosa rispetto a quella secondo Matteo; inoltre, l'opera è caratterizzata da una "durezza" tipica del linguaggio antico delle cantate bachiane più importanti.

## Struttura dell'opera
La Passione secondo Giovanni è strutturata secondo l'antica tradizione di “figurare” il Vangelo durante i riti della Settimana Santa. Dal testo evangelico vengono isolati alcuni episodi-chiave: l'arresto di Gesù, la partecipazione della folla alla sua condanna, la crocifissione, la morte e la deposizione nel sepolcro. Il compito di narrare gli episodi viene affidato all'evangelista, che lega l'unità narrativa di un'opera nella quale rientrano anche passaggi di preghiera che non hanno propriamente attinenza con lo svolgersi delle vicende evangeliche, come grandi corali tratti dal vastissimo repertorio della tradizione tedesca. In questa composizione sono le parole «Es ist vollbracht», cioè «tutto è compiuto», a sottolineare il sacrificio di Cristo, e la scelta di un registro musicale piuttosto movimentato, quasi fosse in corsa verso la resurrezione. Ciò che, nella Passione secondo San Giovanni, colpisce l'ascoltatore, però, è il contrasto tra la dignità di Cristo e l'agitazione dei suoi accusatori, e anche per la continuità fra questa pagina, così dura e coinvolgente, e la profonda ricerca musicale delle Cantate.

## Osservazioni
Non ci sono critiche storico-musicologiche di rilievo alla Passione secondo Giovanni di Bach.
L'organista, medico, teologo e missionario luterano Albert Schweitzer osservò, nel suo saggio Bach, il musicista poeta, del 1908, che non comprendeva la ripetizione di cori con uguale struttura musicale.
Egli non seppe però riconoscere l'evidente simmetria formale insita nell'architettura compositiva della Passione secondo Giovanni, il cui centro è l'inno "Durch dein Gefaengnis, Gottes Sohn".

## Rappresentazioni
Nel 1833 avviene la prima all'Unter den Linden di Berlino, nel 1851 a Düsseldorf diretta da Robert Schumann, nel 1913 al Teatro alla Scala di Milano diretta da Georg Schumann, nel 1949 al Teatro San Carlo di Napoli, nel 1984 nella versione scenica di Pier Luigi Pizzi al Teatro La Fenice di Venezia e nel 1989 al Festival di Salisburgo.

## Discografia essenziale
- Münchener Bach Chor, Münchener Bach-Orchester, direttore Karl Richter. Solisti: Evelyn Lear soprano (arie), Herta Töpper contralto(arie;ancella), Ernst Haefliger tenore (Evangelista, arie, servitore), Hermann Prey baritono (Gesù), Kieth Engen basso (arie, Pietro, Ponzio Pilato).
- Taverner Consort and Players, direttore Andrew Parrott. 2 Voci per parte nei cori. Solisti: Rogers Covey-Crump, tenore (Evangelista, aria 13 e 20, arioso 34), David Thomas, basso (Gesù, aria 24 e 32, arioso 19), Tessa Bonner (aria 35), Emily van Evera (aria 9), Christian Fliegner (ancella) (dal Tölzer Knabenchor), soprani, Caroline Trevor (arie 7, 30), Christian Gunther (dal Tolzer Knabenchor), contralti, Nicolas Robertson, Andrew Tusa, tenori, Stephen Charlesworth (Pilato), Simon Grant (Pietro) bassi. Virgin VCD 5 45096 2 (probabilmente ripubblicato in seguito).
- Amsterdam Baroque Orchestra and Choir, direttore Ton Koopman. Solisti: Barbara Schlick, soprano, Kai Wessel, contralto, Guy de Mey, tenore (Evangelista), Gerd Turk, tenore (Diener/arie), Peter Kooy, basso (Gesù), Klaus Mertens, basso (Pilato, Pietro/arie)
- Netherlands Bach Society, direttore Jos van Veldhoven. Solisti: Caroline Stam, soprano, Peter de Groot, contralto, Gerd Türk, tenore (Evangelista), Charles Daniels, tenore, Stephan MacLeod (Gesù), Bas Ramselaar, basso (Pietro/Pilato). Marzo 2004.
- Passione Giovanni, Britten/Pears/Howell/Harper - Decca
- Passione Giovanni, Harnoncourt/Equiluz/Moser - 1985 Deutsche Grammophon DVD

## Nei media

### Film
- Lo specchio, 1975, diretto da Andrej Tarkovskij. Il finale del film presenta un uso magistrale dell'incipit "Herr, unser Herrscher".
- Il sacrificio del cervo sacro, 2017, diretto da Yorgos Lanthimos. Coro: "Herr, unser Herrscher" (scena finale).